# USS Massachusetts (BB-2)
USS Massachusetts (BB-2) – amerykański pancernik typu Indiana z okresu przed i I wojny światowej. Był to czwarty okręt w historii US Navy noszący imię stanu Massachusetts.

## Historia
Projekt nowych dużych okrętów klasyfikowanych jako pancerniki lub pancerniki obrony wybrzeża został opracowany przez głównego konstruktora stoczni William Cramp and Sons pułkownika Lewisa Nixona.
Stępka pod drugi okręt tego typu – USS „Massachusetts” – została położona w filadelfijskiej stoczni William Cramp and Sons 25 czerwca 1891. Wodowanie nastąpiło 10 czerwca 1893, wejście do służby 10 czerwca 1895. Po zakończeniu prac wyposażeniowych w filadelfijskiej stoczni marynarki wojennej jednostka uczestniczyła w próbach morskich i testach, które trwały do 30 listopada, kiedy to okręt wszedł do portu w Nowym Jorku, gdzie dokonano jego przeglądu. 28 maja 1897 okręt przybył do Bostonu, gdzie podczas uroczystej ceremonii 16 czerwca został uhonorowany własnym godłem. Przez kolejne 10 miesięcy w ramach Eskadry Północnego Atlantyku uczestniczył w ćwiczeniach i manewrach u wschodnich wybrzeży Stanów Zjednoczonych.
Po wybuchu wojny amerykańsko-hiszpańskiej 27 marca 1898 otrzymał rozkaz udania się do Hampton Roads, gdzie w kwietniu 1898 wszedł w skład sił przeznaczonych do blokady Kuby (pełnił służbę w Latającej Eskadrze (ang. Flying Squadron)). 22 maja dotarł do Cienfuegos, gdzie miał stacjonować. 31 maja wraz z pancernikiem USS „Iowa” i krążownikiem USS „New Orleans” ostrzeliwał forty u wejścia do portu w Santiago de Cuba. W tym czasie wziął także udział w wymianie ognia z hiszpańskim krążownikiem „Cristóbal Colón”, zmuszając go do wycofania się w głąb portu. Okręt ostrzeliwał hiszpańskie umocnienia do 3 lipca, kiedy to zawinął do bazy w Guantánamo, gdzie miał uzupełnić zapasy węgla. Z tego powodu nie zdążył wziąć udziału w bitwie pod Santiago de Cuba. 4 lipca wspomógł pancernik USS Texas”, który walczył z hiszpańskim krążownikiem „Reina Mercedes”. W efekcie starcia załoga krążownika skierowała okręt na mieliznę i poddała się. Pomiędzy 21 lipca a 1 sierpnia „Massachusetts” wspierał wojska amerykańskie na Portoryko, a następnie powrócił do Nowego Jorku. Przez kolejne siedem lat w ramach Eskadry Północnego Atlantyku (ang. North Atlantic Squadron) brał udział w manewrach i ćwiczeniach odbywanych w rejonie wschodniego wybrzeża Stanów Zjednoczonych i w rejonie wschodnich Karaibów. Latem 1904 służył jako okręt szkolny słuchaczom Akademii Marynarki Wojennej. Do listopada 1905 był wykorzystywany w celach treningowych, kiedy to rozpoczęto przygotowania do wycofania go ze służby, które nastąpiło 8 stycznia 1906.
2 maja 1910 okręt ponownie wszedł do ograniczonej służby w roli okrętu szkolnego wykorzystywanego w czasie letnich praktyk słuchaczy Akademii Marynarki Wojennej. W tej roli służył przez kolejne 4 lata. W tym czasie odbył m.in. dwa rejsy do Europy. We wrześniu 1912 wszedł w skład Atlantyckiej Floty Rezerwowej. Po krótkim rejsie do Nowego Jorku w dniach 5–16 października wrócił do Filadelfii na prezydencki przegląd floty (ang. Presidential Fleet Review), gdzie pozostał do wycofania ze służby 23 maja 1914.
W związku z trwającą I wojną światową 9 czerwca 1917 „Massachusetts” ponownie wszedł do służby jako okręt szkolny. Wykorzystywano go w bazie szkoleniowej marynarki wojennej na Rhode Island do artyleryjskich ćwiczeń rezerwistów w cieśninie Block Island. Do 27 maja 1918 wypełniał swoje zadanie, po czym przeszedł remont w Philadelphia Navy Yard. 9 czerwca 1918 został przydzielony do ćwiczeń bojowych Dywizjonu A, Battleship Force 1, Floty Atlantyku i tego samego dnia popłynął do Yorktown. Przez resztę I wojny światowej służył jako okręt szkolny dla artylerii ciężkiego kalibru. Pływał po wodach zatoki Chesapeake i lokalnych wodach Atlantyku. 16 lutego 1919 wrócił do Filadelfii. 28 marca 1919 zmieniono mu nazwę na „Coast Battleship Number 2" i ostatecznie wycofano ze służby 31 marca.
W listopadzie 1920 okręt został skreślony z rejestru floty i przeznaczony na okręt-cel. Przez 4 lata wrak osiadły na dnie był ostrzeliwany przez artylerię nadbrzeżną. Z powodu braku chętnych na złomowanie okrętu, został on w listopadzie 1956 uznany za własność stanu Floryda. W 1993 wrak został uznany za część archeologicznego obszaru chronionego tworzącego zarazem sztuczną rafę.